# Гастрошизис
Гастрошизис (грец. γαστροσχίσις, від gástro~, «шлунок~, живіт~» і s-chísis/s-chísma, «розщеплення») — вроджений дефект передньої черевної стінки, при якому через розщелину з черевної порожнини випадають петлі кишки, іноді й інші органи. Виникає під час внутрішньоутробного розвитку спонтанно на місці стику пупка і нормальної шкіри, частіше праворуч. На відміну від омфалоцеле, не включає пуповини (відмічається нормальне прикріплення пуповини збоку від гастрошизису) і органи не покриті вісцеральною очеревиною й амніоном.
Частота гастрошизису 1:10 000 пологів.

## Етіологія
Підвищують ризик розвитку гастрошизису: молодий вік матері, інфекції, куріння, наркоманія, а також фактори, що можуть призводити до низької ваги плоду. Ризик виникнення гастрошизису у новонароджених від вагітних активних-курців на 50 % вищий, у порівнянні з вагітними, що не курять.
У дослідженні, проведеному американськими дослідниками, було виявлено вплив зміни батьківства (народження дітей від різних чоловіків) як фактору підвищеного ризику виникнення гастрошизису. Вважають, що імунна система матері може відігравати певну роль у розвитку гастрошизису.

## Генетика

Аутосомно-рецесивний тип успадкування

Гастрошизис, як вроджена вада, може успадковуватися за аутосомно-рецесивним типом. Але іноді може бути спорадичним захворюванням внаслідок мутації. Крім того, гастрошизис може виникати внаслідок інших вад розвитку та не пов'язуватись з генетичними змінами; в деяких випадках гастрошизис може успадковуватися за аутосомно-домінантним типом (мультифакторіальне успадкування).

## Ембріологія
Вада формується між п'ятим і восьмим тижнями ембріонального розвитку. На четвертому тижні вагітності бокові складки тіла рухаються в сторону живота і зливаються по серединній лінії, утворюючи передню черевну стінку. Неповне злиття є причиною виступання петель кишки через утворену розщелину.

## Супутні вади розвитку
На відміну від омфалоцеле, супутні вади розвитку при гастрошизисі зустрічаються тільки зі сторони кишки, найчастіше це атрезія кишки, тобто непрохідна зарощена кишка. Крім того, може бути вроджений коротку кишку, відсутність диференціації на тонку і товсту кишку, вади ротації і фіксації та інші. У всіх дітей з гастрошизисом наявне аномальне прикріплення брижі тонкої кишки.

## Діагностика
Гастрошизис, як правило, діагностують пренатально за допомогою УЗД.
Рівень альфа-фетопротеїну завжди підвищений. Вагітній можуть бути запропоновані генетична консультація і подальше генетичне тестування, амніоцентез.
Після народження візуально визначається дефект розвитку передньої черевної стінки з петлями кишки та/або іншими органами черевної порожнини, які випали. Пуповина прикріплена нормально збоку.

## Лікування
Вагітна зі встановленим діагнозом гастрошизису у плода має спостерігатися відповідними спеціалістами, щоб вчасно помітити спонтанне зменшення отвору черевної стінки. Оскільки петлі кишки розміщені зовні від черевної порожнини плоду в навколоплідних водах і можуть пошкодитися через присутність у навколоплідних водах дитячих виділень. Пологи часто проводять шляхом кесаревого розтину. Пологи мають проводитися у центрі з відділеннями інтенсивної терапії новонароджених і дитячої хірургії.
Пологи найчастіше проводять раніше запланованого терміну. При виборі часу пологів потрібно зважити два моменти: максимальна зрілість новонародженого і мінімальне пошкодження органу.
Спонтанне зменшення отвору може призвести до перетискання кровоносних судин випавших петель кишки і подальше їхнє пошкодження. Протягом перших годин після народження проводять хірургічне втручання новонароджених дітей, щоб запобігти розвитку інфекції в розміщеному поза черевною стінкою кишки.
Останнім часом практикують накривання петель кишки, які випали, стерильним пластиковим пакетом, що герметично прикріплений до передньої черевної стінки, і підвішування його над дитиною. Протягом кількох днів петлі кишки сповзають у черевну порожнину й отвір можна без проблем зашити з мінімумом швів. Попри іноді значний об'єм випавших внутрішніх органів, розщелина часто невеликих розмірів і не буває більшою за 4 см.
Якщо оперативне втручання проводиться відразу, то петлі кишки вкладаються в черевну порожнину і черевну стінку зашивають.
Іноді черевна порожнина є занадто малою, щоб помістити туди всю кишку, тоді для пластики використовують чужорідний матеріал, який пізніше при наступних оперативних втручаннях видаляється.
Серед нових напрямів пропонують здійснювати обмін навколоплідних вод, щоб зменшити концентрацію речовин, які пошкоджують петлі кишки.

## Прогноз
Післяопераційне тривале парентеральне харчування часто становить проблему, іноді триває кілька тижнів. Протягом цього часу діти повинні отримувати всі необхідні складові харчування шляхом інфузії.
З прогресуванням хірургії в сучасних умовах і інтенсивної терапії смертність немовлят зменшилася до 30 % (в деяких клініках світу до 10 %). Загалом прогноз для успішно прооперованих дітей сприятливий.